# مسجد الشيخ علي خان زنغنة
مسجد الشيخ علي خان زنغنة (بالفارسية: مسجد شیخ علیخان زنگنه) هو مسجد تاريخي يعود إلى عصر الدولة الصفوية، ويقع في أصفهان.